# Площадь Земитана
Пло́щадь Зе́митана (латыш. Zemitāna laukums) — центральная площадь исторического района Тейка в восточной части Риги. Площадь расположена на Бривибас гатве при примыкании к ней улиц Лиелвардес и Таливалжа. Размер площади — 11 260 м².
Носит имя одного из героев борьбы за независимость Латвии Йоргиса Земитанса, памятник которому установлен в сквере в центре площади.

## История
Площадь сформирована в 1929 году по решению Рижской городской думы, по проекту архитектора Петериса Берзкалнса. Своё нынешнее название она получила уже в 1930 году, однако в 1941 году, после присоединения Латвии к СССР, площадь была переименована в «площадь 21 июля» (дата провозглашения Латвийской ССР в 1940 году). В годы немецкой оккупации площадь была переименована в Berliner Platz, а с 1942 года — Exerzier Platz. С восстановлением советской власти, было возвращено название площадь 21 июля. В 1990 году площадь была переименована в площадь Тейки (латыш. Teikas laukums), а в 1994 году восстановлено её первоначальное название.

## Планировка
Застройка западной и южной части площади сложилась в 1930-е годы; восточная сторона площади сформирована в 1950-е годы. Центральную часть занимает сквер прямоугольной формы с памятником Й. Земитансу работы скульптора Гунты Земите, установленный в 1995 году.
Наиболее примечательным зданием на площади является дом № 2 (построен в 1933), в котором располагался кинотеатр «Тейка» (открыт в 1937, архитектор Т. Хермановский).